# Jubilee Market
Pour les articles homonymes, voir Jubilee.
Jubilee Market est situé dans Jubilee Hall à Covent Garden, à Londres. 
Le premier marché sur la place de Covent Garden a eu lieu en 1654 et le Jubilee Market a été construit en 1904, couvrant Tavistock Street, du nom du duc de Bedford, marquis de Tavistock. C'est le seul marché de Londres à appartenir à 100% à des commerçants, qui l'ont repris pour le sauver de la faillite. Après une rénovation majeure du marché lui-même, commençant en 1985 et s'étendant sur deux ans, la reine Elizabeth II a ouvert le marché du jubilé le 5 août 1987, comme commémoré par une pierre sur la façade du marché. 
Le marché change de marchandise au cours de la semaine. Le lundi est entièrement consacré aux antiquités, du mardi au jeudi au marché général, tandis que le samedi et le dimanche sont consacrés aux objets d'art et d'artisanat. 